# Pudian Lu
Pudian Lu (chiń. 浦电路站) – stacja metra w Szanghaju, na linii 4. i 6. Zlokalizowana jest pomiędzy stacjami Lancun Lu i Shiji Dadao. Została otwarta 31 grudnia 2005.